# Theodor Decker
Aleksander Theodor Decker, född 1 december 1838 i Helsingfors, död 3 april 1899 i Helsingfors, var en finländsk arkitekt.
Theodor Decker utexaminerades som arkitekt från Kungliga Akademien för de fria konsterna (Konstakademien) i Stockholm 1863. Inför studierna vid Konstakademien hade Decker tjänstgjort vid Intendentskontoret i Åbo och för Åbo läns länsarkitekt Georg Theodor Chiewitz.
Efter Konstakademien blev Decker tjänsteförrättande länsarkitekt för Åbo län. Han var därefter verksam som arkitekt vid Överstyrelsen för allmänna byggnaderna bortsett från perioden 1875-83, då han verkade som självständig arkitekt.

## Byggnader i urval
- Aino Acktés villa, Degerö, Helsingfors, 1877
- Östersundom gård, Helsingfors, 1878
- Alexanderskyrkan, Tammerfors, 1881
- Finlands Banks hus, Uleåborg, 1883
- Sibbo nya kyrka, Sibbo, 1885
- Liljendals kyrka, Liljendal, 1886
- Joensuu konstmuseum, Joensuu, 1894
- Alphyddan, Helsingfors, 1898

## Bilder

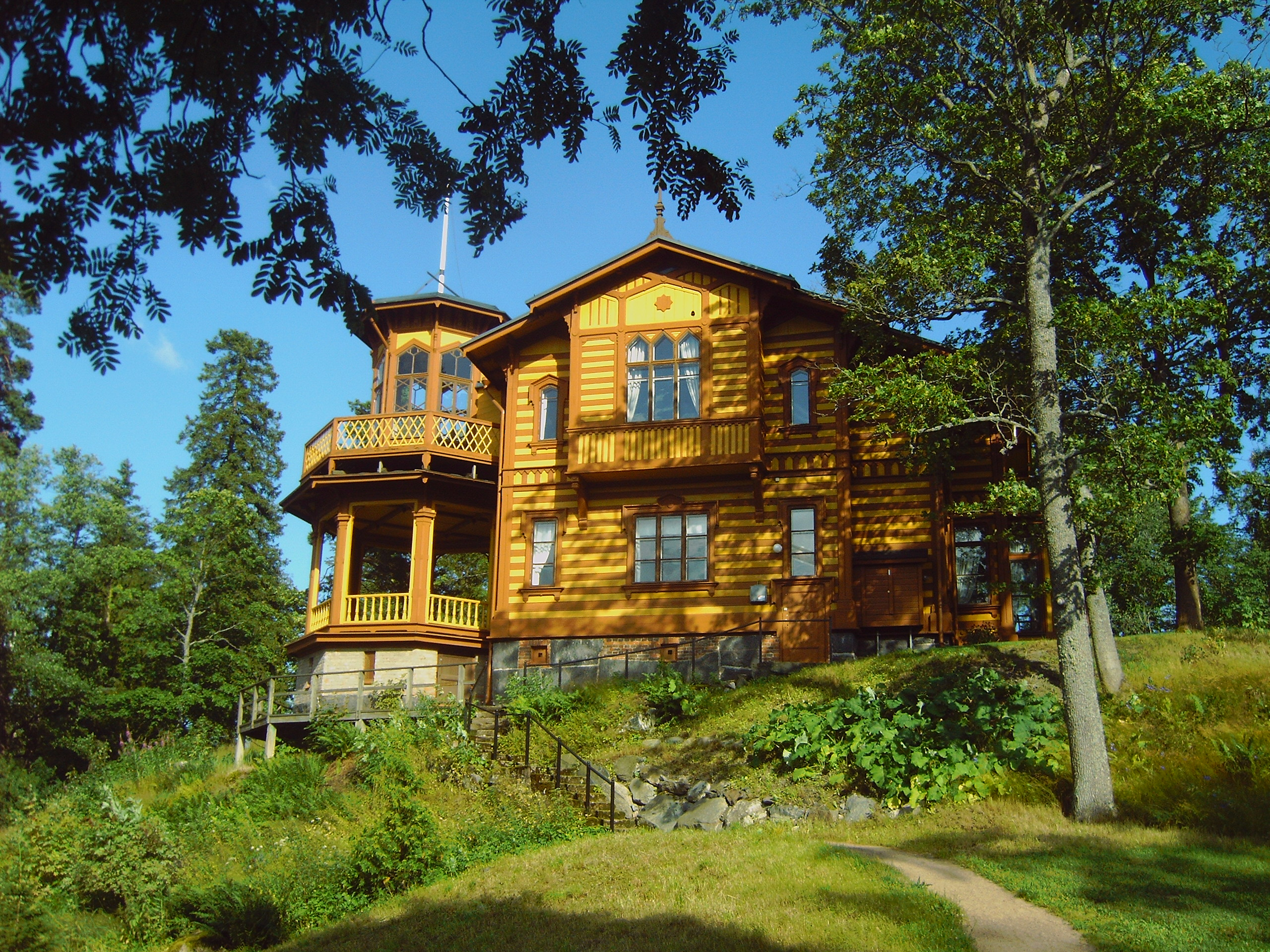
Aino Acktés villa
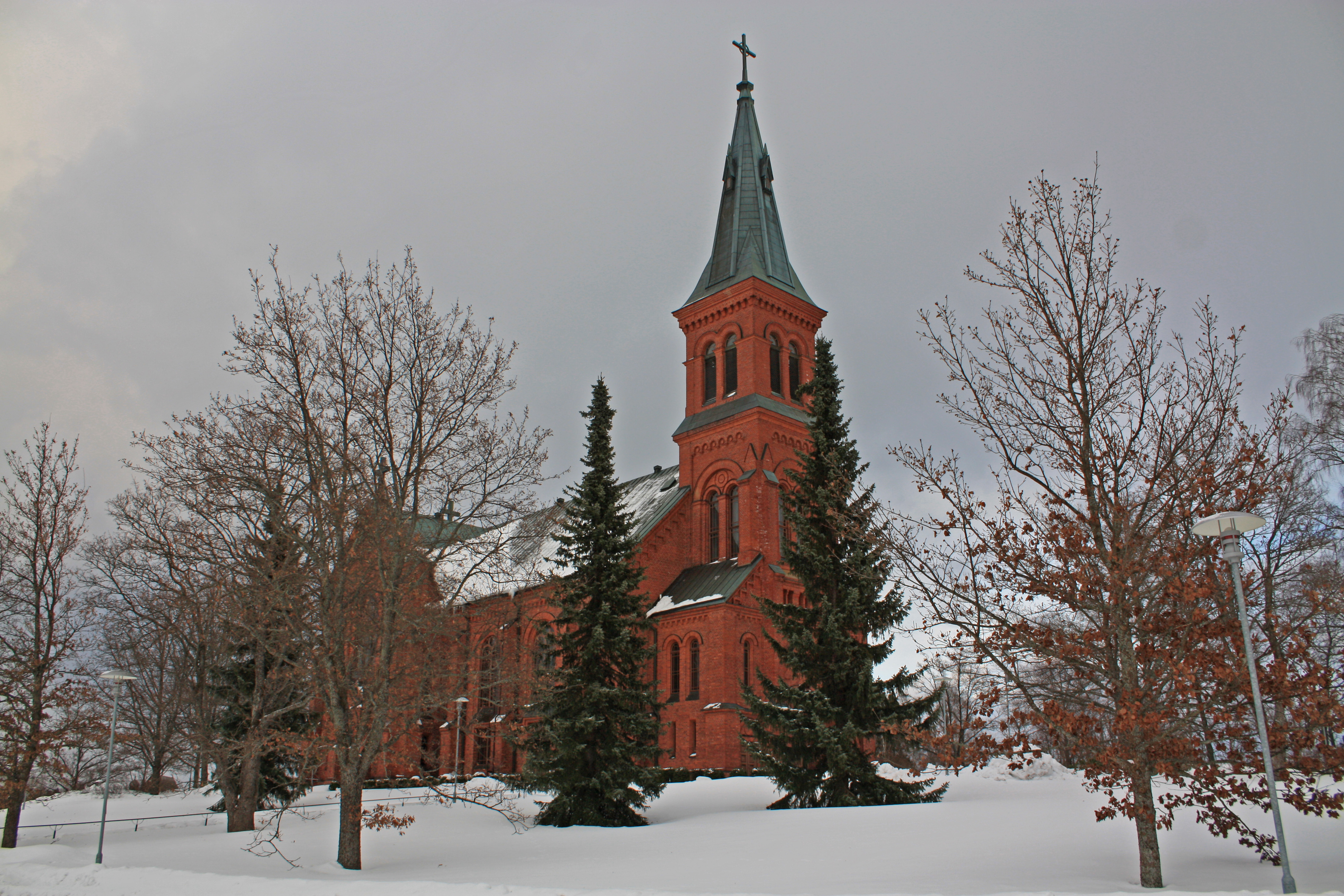
Sibbo nya kyrka
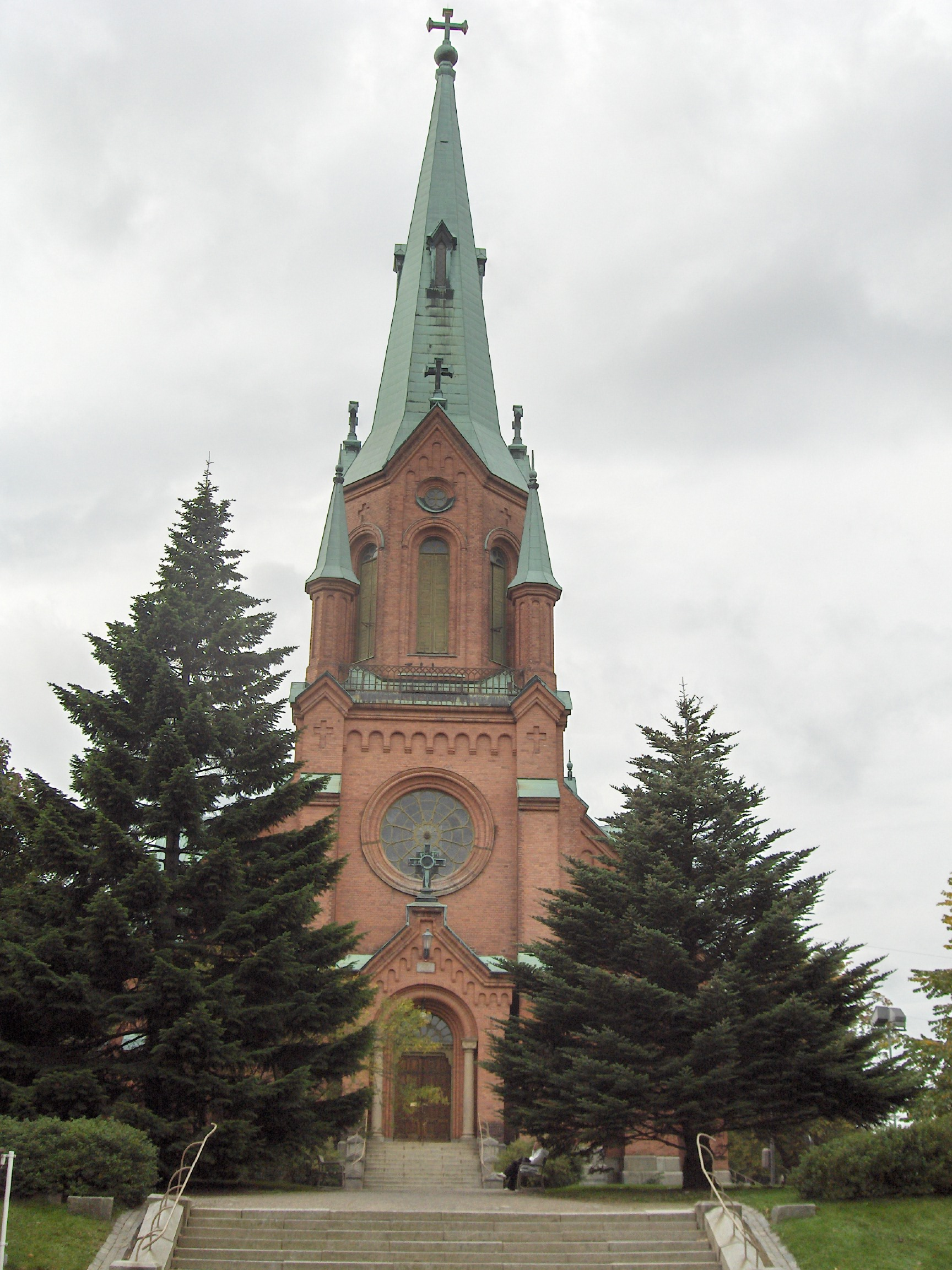
Alexanderskyrkan
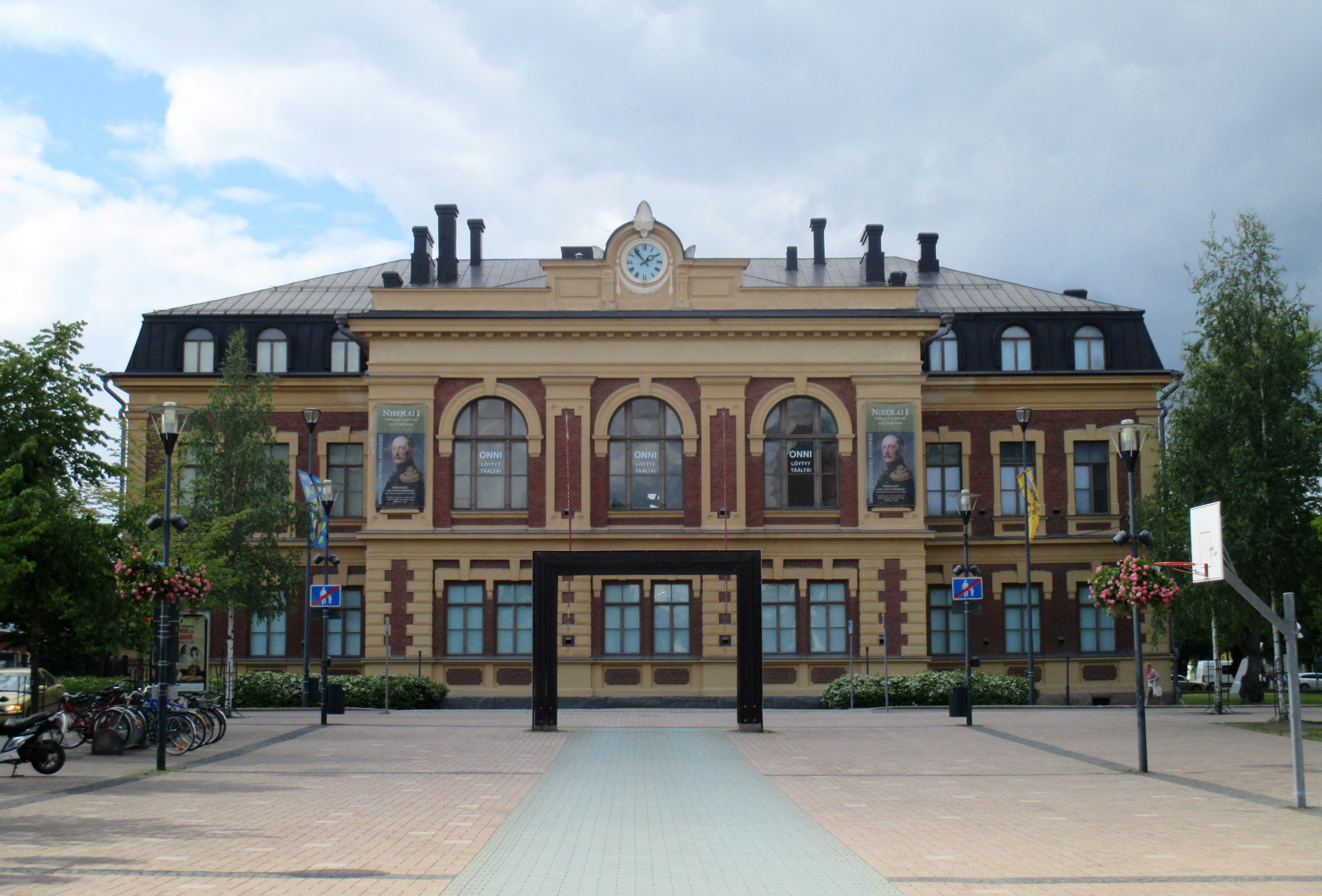
Flickskola i Joensuu
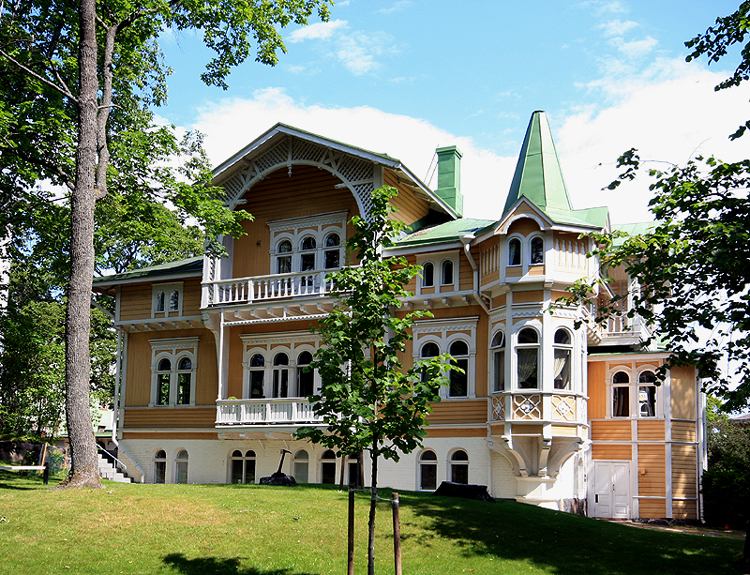
Kalliolinnavägen 7, Helsingfors

'